# 阿赫马德·阿尔斯兰汗
阿赫马德·阿尔斯兰汗（Ahmet Nurad-Davla Han，？—1132年），又称阿黑马，东喀喇汗第七任可汗，哈桑·桃花石·博格达汗之子。他在位期间，东喀喇汗国迅速衰落，北部八剌沙衮已经独立，在他晚年西辽耶律大石进入西域。1132年阿赫马德去世，伊卜拉欣二世继位。
| 前任： 哈桑·桃花石·博格达汗 | 东喀喇汗可汗 1102年—1132年 | 繼任： 伊卜拉欣二世 |